# NOAH (dansk miljøorganisation)
 For alternative betydninger, se NOAH. (Se også artikler, som begynder med NOAH)
NOAH er en dansk miljøorganisation. Organisationens erklærede vision er "en retfærdig og bæredygtig verden, hvor beslutningerne bliver taget demokratisk". Organisationen blev grundlagt i 1969 og er dermed Danmarks ældste miljøorganisation. NOAH blev i 1988 det danske medlem af det globale netværk Friends of the Earth International, og har siden da officielt heddet NOAH Friends of the Earth Denmark.

## Arbejde
NOAH arbejder for at alle nutidige og fremtidige generationer skal have lige adgang til Jordens ressourcer - uden at miljøet overbelastes. Organisationen tager udgangspunkt i, at grænserne for Jordens bæreevne er væsentligt overskredet. Den vestlige del af verden har historisk set brugt flest ressourcer og NOAH mener derfor, at den vestlige del af verden bærer hovedansvaret for miljøødelæggelserne og den globale opvarmning. Organisationen arbejder for en bæredygtig omstilling af lokale og globale produktions-, transport- og forbrugsmønster.
NOAH arbejder med følgende konkrete miljøpolitiske emner.
- Kemikalier + Sundhed
- Økonomisk retfærdighed
- Ressourcer + Forbrug
- Klimaretfærdighed + Energi
- Skove + Biodiversitet
- Madsuverænitet
- Transport

## Organisation
NOAH er organiseret som en forening med en bestyrelse, men det miljøpolitiske arbejde udføres i selvstyrende emnegrupper og lokalgrupper. Derudover sørger en række landsgrupper for, at sekretariatet i København og andre fælles funktioner fungerer, herunder tidsskriftet Nyt Fokus  (tidlligere Miljøsk).
Hovedparten af aktiviteterne i NOAH udføres af frivillige aktive, men grupperne udfører jævnligt projekter, der understøttes økonomisk af danske eller internationale fonde.
NOAH har bibeholdt en 'flad' basisdemokratisk struktur gennem mere end fire årtier. Det er enkelt at oprette lokal- og emnegrupper. Det kræver blot tre personer, der vil arbejde med enten lokale eller emnespecifikke miljøspørgsmål i tråd med NOAHs formålsparagraf.

## Historie
NOAH har eksisteret siden 1969. Her formulerede man NOAHs formålsparagraf som stadig er gældende: NOAH arbejder for at forbedre det levende miljø ved aktivt at bekæmpe miljøødelæggelsen og dens årsager – og anvise alternativer.
NOAH deltog i kampagnen Sustainable Europe (1993-1999), som introducerede konceptet  Miljømæssigt råderum (en) i en europæisk sammenhæng. Det var oprindeligt udviklet af Friends of the Earth Netherlands . Råderummet beregnes for hver enkelt ressource, fx energi, cement, stål, arealanvendelse og vand. Konceptet blev under navnet økologisk råderum inkorporeret i Natur- og Miljøpolitisk redegørelse fra Miljøministeriet (1995), hvor det blev defineret som:
".. den mængde naturressourcer ( luft, vand, jord, mineraler, energikilder, naturområder, planter og dyr mv.), der kan bruges pr. år, uden at vi forhindrer fremtidige generationer i at få adgang til den samme mængde og kvalitet.".
NOAH var fra 2008-2014 drivkraften i klimakampagnen Klima SOS , hvis formål var at sikre flertal for en stærk dansk klimalov, der kunne sikre en hurtig omstilling til et samfund uden nettoudledning af drivhusgasser. Kampagnen var en del af en fælles kampagne blandt grupper i 17 europæiske lande og blev støttet i Danmark af fire andre organisationer.
Der blev vedtaget en klimalov i juni 2014, som NOAH selv vurderede var langt fra det, som Klima SOS-kampagnen havde haft som mål. 

## Begyndelsen
Ideen til at starte NOAH opstod i 1969 blandt deltagerne i et oplysnings- og debatforum på Københavns Universitet ved navn Naturhistoriske Onsdags Aftener (NOA). De unge studerende i NOA havde diskuteret, hvordan den danske natur blev ødelagt af blandt andet giftige kemikalier fra fabrikker, olieudslip langs de danske kyster og voksende biltrafik.
De besluttede, at de ville gøre noget for at standse forureningen, og det skulle være nu. Ved en happening i en fyldt Store Sal på H.C. Ørsted Instituttet imiterede de den forurening, de var vidne til i den danske natur.
Motorcykler, støj, røg, lysbilleder fra en lungekræftoperation, døde fisk i spildevand og en levende and smurt ind i olie blev præsenteret for et måbende publikum. Det hele blev dokumenteret, og da publikum blev lukket ud af salen, kunne man skrive sig på en liste til at være med i en miljøorganisation, som skulle gøre noget ved alle disse forureningsproblemer. Navnet var nemt nok at komme på – der blev tilføjet et H til NOA. Miljøbevægelsen NOAH var født.
Herefter blev der hurtigt dannet en række lokalgrupper rundt omkring i landet, og en flad organisationsstruktur uden ledere blev formuleret. Sådan ser NOAHs grundlæggende struktur også ud i dag.
NOAH spillede en rolle i forberedelsen af den første danske miljølov og opbygningen af det Forureningsministerium, der med Jens Kampmann som minister blev oprettet i 1971 – det skiftede senere navn til Miljøministeriet.

## Netværk
NOAH er medlem af følgende internationale netværk:
- Friends of the Earth International, der i dag forbinder grupper i 76 lande på alle kontinenter.
- Friends of the Earth Europe Arkiveret 15. december 2010 hos  Wayback Machine, det tilsvarende regionale europæiske netværk, der forbinder 30 nationale grupper.
- INFORSE – International Network for Sustainable Energy der forbinder 140 NGO'er i 60 lande.
- Transport & Environment der forbinder 46 organisationer i 24 lande i Europa. (Det er NOAHs Trafikgruppe, der er medlem).